# Statuia lui Ștefan cel Mare din Iași
Statuia ecvestră a lui Ștefan cel Mare din Iași este un monument de bronz închinat domnitorului moldovean Ștefan cel Mare (1457-1504), care a fost realizat de către sculptorul francez Emmanuel Frémiet și inaugurat în anul 1883 în municipiul Iași.
Inițial monumentul era amplasat în fața Palatului Administrativ din Iași, iar actualmente se află în fața Palatului Culturii care a fost construit după demolarea vechiului palat.
Statuia lui Ștefan cel Mare a fost inclusă în Lista monumentelor istorice din județul Iași elaborată în anul 2004 de către Institutul Național al Monumentelor Istorice, fiindu-i atribuit codul  IS-III-m-B-04314 .

## Ideea realizării statuii
Ideea ridicării la Iași a unei statui a marelui voievod al Moldovei datează din anul 1856, din dorința caimacamului Theodor Balș de a se opune Unirii Principatelor. El spera astfel că, prin prezentarea lui Ștefan cel Mare ca simbol al trăiniciei și puterii Principatului Moldovei, ar fi exacerbat naționalismul local de principat moldav și ar fi demonstrat inutilitatea Unirii cu Țara Românească.
În acest scop, el a numit o comisie formată din spătarul Mihai Cantacuzino, postelnicul Gheorghe Asachi și postelnicul Nicolae Istrati, care a început o campanie de strângere de fonduri. Gheorghe Asachi a fost cel care a schițat portretul marelui voievod, bazându-se pe descrierile lui Ștefan cel Mare realizate de către Grigore Ureche în Letopisețul Țării Moldovei și după pictura lui Ștefan cel Mare de la biserica din Bădeuți (biserică ctitorită de Ștefan cel Mare și demolată de către austro-ungari în timpul primului război mondial).
Conform schițelor originale, a rezultat un voievod cu barbă, de statură medie. Motivul erorii lui Asachi s-a datorat faptului că picturile lui Ștefan cel Mare, zugrăvite chiar în timpul vieții sale, se aflau la mănăstirile din Bucovina, provincie care intrase în Imperiul Austro-Ungar. Prof. univ. dr. Adriana Ioniuc, directorul științific al Complexului Muzeal Național Moldova din Iași precizează că: "Barba lui Ștefan a apărut după restaurarea picturii originale de la Biserica Bădeuți, pictorii secolului al XIX-lea adăugându-i voievodului barbă, aceasta fiind la modă în acele timpuri" .
Odată cu moartea caimacamului Theodor Balș în anul 1857, s-au sistat și lucrările de realizare a statuii. Abia în anul 1871, când la Mănăstirea Putna s-au comemorat 370 de ani de la moartea domnitorului Moldovei, au fost reluate discuțiile referitoare la monument.

## Realizarea statuii

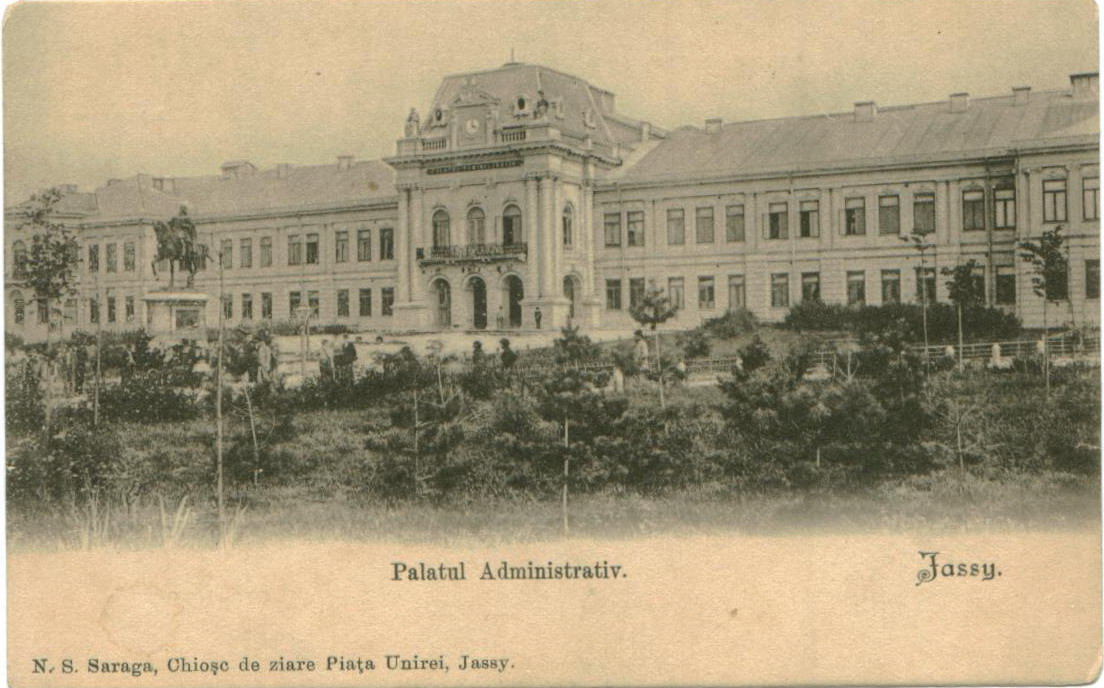
Statuia lui Ștefan cel Mare din Iași la sfârșitul secolului al XIX-lea, amplasată în fața Palatului Administrativ.

După Războiul de Independență, s-a deschis o listă de subscripție publică națională din inițiativa unui grup de inimoși patrioți: Vasile Alecsandri, Nicolae Gane, Iacob Negruzzi, Scarlat Pastia, Alexandru Stamatopol etc. S-au adunat 135.000 de franci, iar în anul 1879 s-a înaintat comanda către sculptorul francez Emmanuel Frémiet (1824-1910), un artist în mare vogă în Parisul acelor vremi.
Documentația prezentată sculptorului este cea executată de postelnicul Gheorghe Asachi, artistul francez începând realizarea statuii în atelierul său din Rue de l'Université, din Paris. La data de 16 septembrie 1882, după ridicarea fundațiilor, s-a așezat la mijlocul soclului un act comemorativ în semn de recunoștință pentru vestitul domn moldovean. Statuia a fost definitivată și expusă în anul 1882 la Salonul Național de Sculptură din Franța.
Ceremonia dezvelirii a avut loc la data de 5 iunie 1883, în prezența Regelui Carol I, și a fost memorabilă. Vasile Alecsandri a compus anume pentru acest prilej poezia "Odă la statuia lui Ștefan cel Mare". Poezia a fost difuzată pe foi volante tuturor participanților.
Sub un baldachin de catifea roșie și cu perdele de atlaz albastru, a fost depus tronul lui Ștefan cel Mare săpat în piatră, găsit în satul Vânători-Neamț (județul Neamț), sub poalele Cetății Neamțului.
Dezvelirea a fost făcută de patru plăieși. În momentul dezvelirii, mulțimea a rostit un uriaș "Ura" și s-au tras 21 salve de artilerie. Cu aceeași ocazie, Regele Carol I a dăruit două tunuri "Krupp", care flanchează și astăzi statuia marelui domnitor. Tunurile erau trofee din Războiul de Independență, cucerite de Regimentul de dorobanți din Copou (una din cele șapte coline ale Iașilor). Regele a afirmat cu această ocazie: "Încredințez Iașilor, Leagănul Unirei, această statua, împreună cu două tunuri, udate cu sângele prețios al generației prezente, spre a le păzi ca un sfânt odor, în onoarea Neamului Românesc." Au mai rostit discursuri: Bogdan Petriceicu Hașdeu, Nicolae Gane și alții. S-a intonat de către coruri "Cântec ostășesc" de T.T. Burada.
Mihai Eminescu a venit la Iași special pentru marea sărbătoare, scriind celebra "Doina" ("De la Nistru pân' la Tisa"). Momentul prezenței eminesciene la acest eveniment a fost descris de către Ana Conta Kernbach, sora filosofului Vasile Conta.

## Monumentul propriu-zis

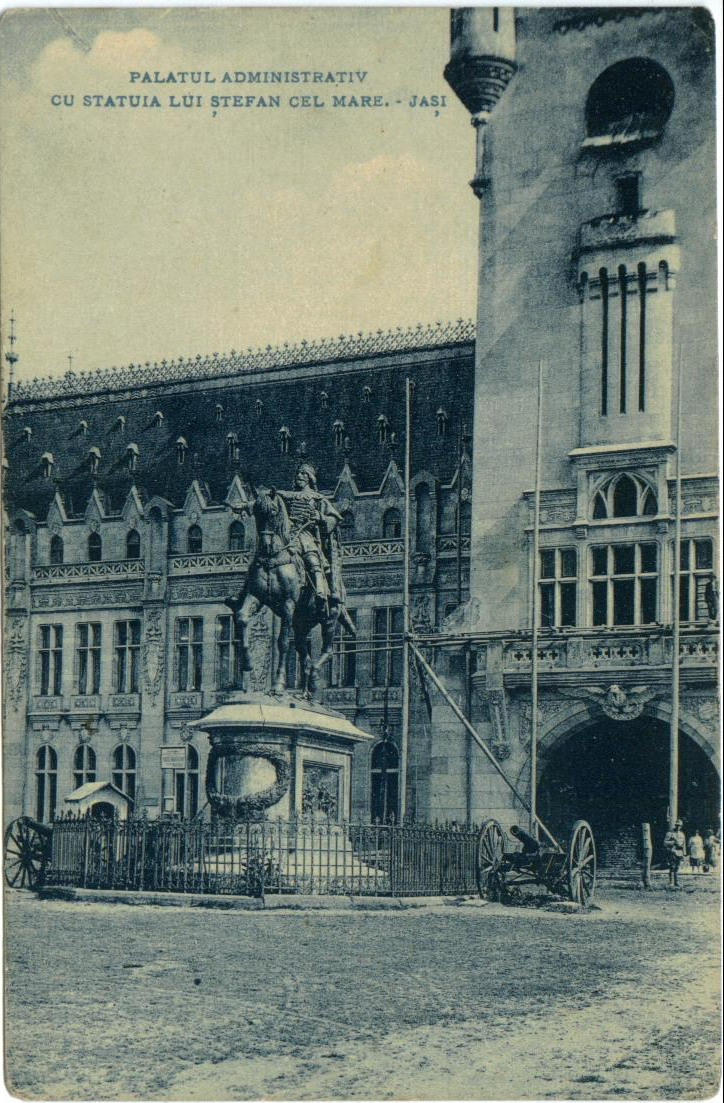
Carte poștală cu statuia lui Ștefan cel Mare din Iași înconjurată de un gard de fier.

Statuia are o înălțime de 4,5 metri și este confecționată din bronz, domnitorul fiind înfățișat cu barbă și cu o coroană catolică pe cap. Neexistând niciodată un model autentic al Coroanei Moldovei, sculptorul francez a folosit pentru statuia de la Iași un model de coroană catolică, acest fapt stârnind grave contradicții și o legendă.
După unele zvonuri din epocă, se vehiculează ideea că în atelierul sculptorului Frémiet ar fi existat două comenzi, una din România și una din Polonia, iar după finalizarea lor s-a produs o confuzie și legenda spune că adevărata statuie a lui Ștefan cel Mare ar fi la Cracovia. Prof. dr. Adriana Ioniuc infirmă această teorie: "Total fals. Nu a fost vreo comandă pentru un cneaz polon în atelierul sculptorului. Această legendă a apărut tocmai din înfățișarea catolică a domnitorului moldovean" .
Piedestalulul statuii este executat din marmură roz de Carrara. Pe părțile laterale ale piedestalului, se află două altoreliefuri din bronz, reprezentând Lupta de la Codrii Cosminului - 1497 (cel din stânga) și Lupta de la Podu Înalt - 1475 (cel din dreapta).
Statuia este flancată de către două tunuri "Krupp", dăruite de către Regele Carol I al României. Tunurile erau trofee din Războiul de Independență, cucerite de Regimentul de dorobanți din Copou (care a luptat în acest război). Inițial statuia era înconjurată de un gard de fier, care a fost înlăturat ulterior după lărgirea pieței.
În anul 1883, după inaugurarea statuii ecvestre a lui Ștefan cel Mare, junimistul Gheorghe Verussi scria: "Această capodoperă sculpturală este proastă, ignobilă, lipsită de orice valoare..." .
În prezent, există opinii care acreditează ideea că solul pe care este construită statuia este instabil și că ar trebui restricționată circulația în zonă. "După cunoștințele mele acel teren nu are stabilitate, pentru că este netasat. De asemenea, la circa 30 de metri de amplasamentul statuii, în subteran, se află unul dintre vechile tunele subterane care străbat întreaga zonă, fapt care accentuează instabilitatea terenului", a declarat Costică Asăvoaie, arheolog la Institutul de Arheologie din Iași .

## Controverse

Statuia lui Ștefan cel Mare din Iași, amplasată în fața Palatului Culturii. Imagine recentă.

"Actul de inaugurare a statuii lui Ștefan cel Mare" din 5/17 Iuniu, 1883, la Iassi", care provine din Arhivele regale de la Sinaia, era însoțit de un "act de danie către boierul Petru Valna și nepoții Lazăr și Baloș", din 1 iunie 1472, cu pecetea domnitorului. În acest act este reprezentat proiectul statuii originale a domnitorului Moldovei, realizat de către Gheorghe Asachi.
Există diferențe mari între proiectul lui Asachi și statuia finală a lui Frémiet. Spre exemplu, istoricul Nicolae Iorga, în lucrarea sa "Istoria lui Ștefan cel Mare", a criticat statuia: "O statuie a lui Ștefan cel Mare s-a înălțat la Iași abia în 1883. O făcuse un meșter străin și a făcut-o prost, cum nici nu se putea altfel, căci numai cine face parte dintr-un popor îi poate înțelege într-adevăr eroii, îi poate iubi și îi poate da viață bronzului, a marmurii, a picturii și a cântecului. (...) Iar în literatura română a fost o mare tăcere" .
Mihai Eminescu, prezent la dezvelirea statuii, a compus pentru acest eveniment cunoscuta "Doină", în care și-a exprimat dezamăgirea cauzată de faptul că voievodul aflat pe soclu nu seamănă cu Ștefan cel Mare: "Dar în Iașii înstrăinați în mijlocul marii serbări oficiale, el s-a lăsat furat de gânduri triste, iar pe buzele-i îngălbenite zbura duioșia deznădăjduită a unei doine de plângere și răzbunare"  .
Eminescu nu a fost singurul dezamăgit de faptul că statuia nu îl înfățișează pe Ștefan cel Mare. Episcopul Melchisedec Ștefănescu al Romanului a făcut o interpelare în Parlamentul României cerând corectarea mistificării, pornind de la ideea că sculptorul francez Emmanuel Frémiet a folosit doar câteva desene ale lui Gheorghe Asachi, făcute din imaginație. El susținea că înfățișarea reală a domnitorului este cea din pictura de la Biserica Sfântul Ilie de la Voroneț, ridicată chiar de Ștefan cel Mare, dar și în Evangheliarul de la Humor. Întors în anul 1881 dintr-o călătorie în Bucovina, el a sesizat și Academia Română despre grava eroare care era pe cale să se petreacă la Iași.
După cum precizează prof. Adriana Ioniuc, "chiar Bogdan Petriceicu Hașdeu s-a opus inițial noii înfățișări, pentru ca, ulterior, după mulți ani să-i dea dreptate episcopului Melchisedec. Discuțiile interminabile, interpelările în Parlamentul României nu au avut efectul scontat și statuia apare așa cum o vedem și astăzi" .

## Fotogalerie

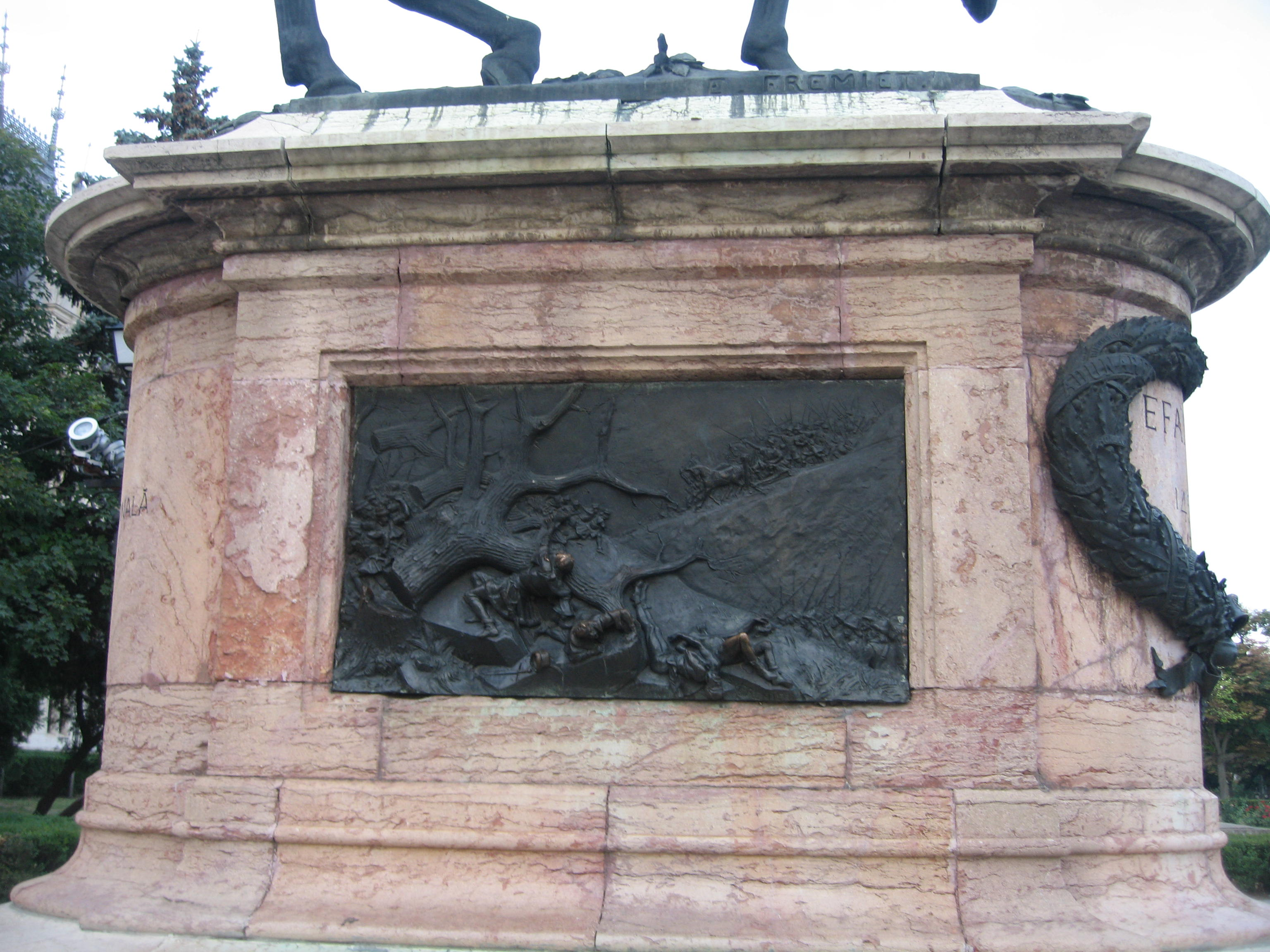
Altorelieful reprezentând Bătălia de la Codrii Cosminului
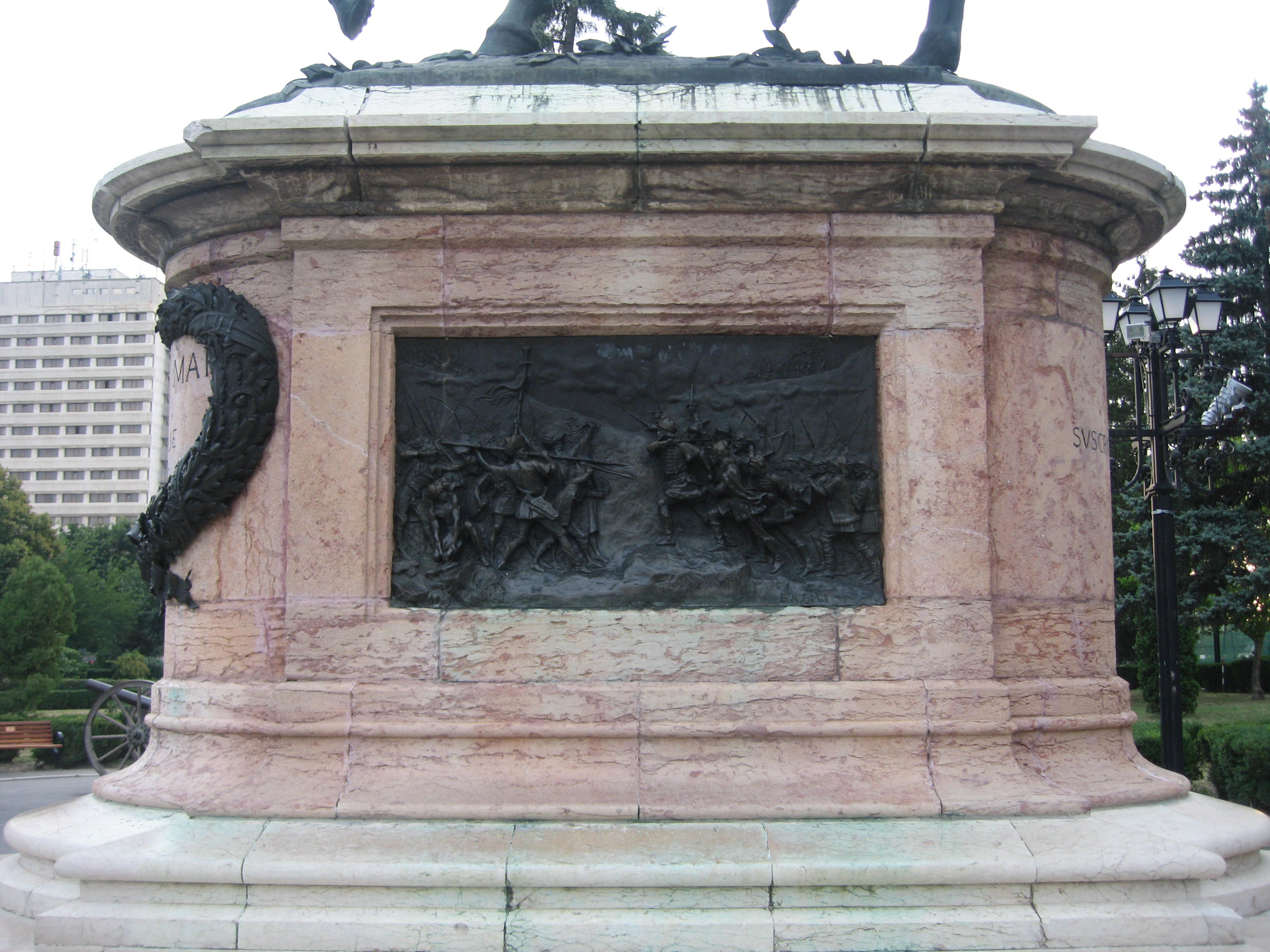
Altorelieful reprezentând Bătălia de la Podu Înalt
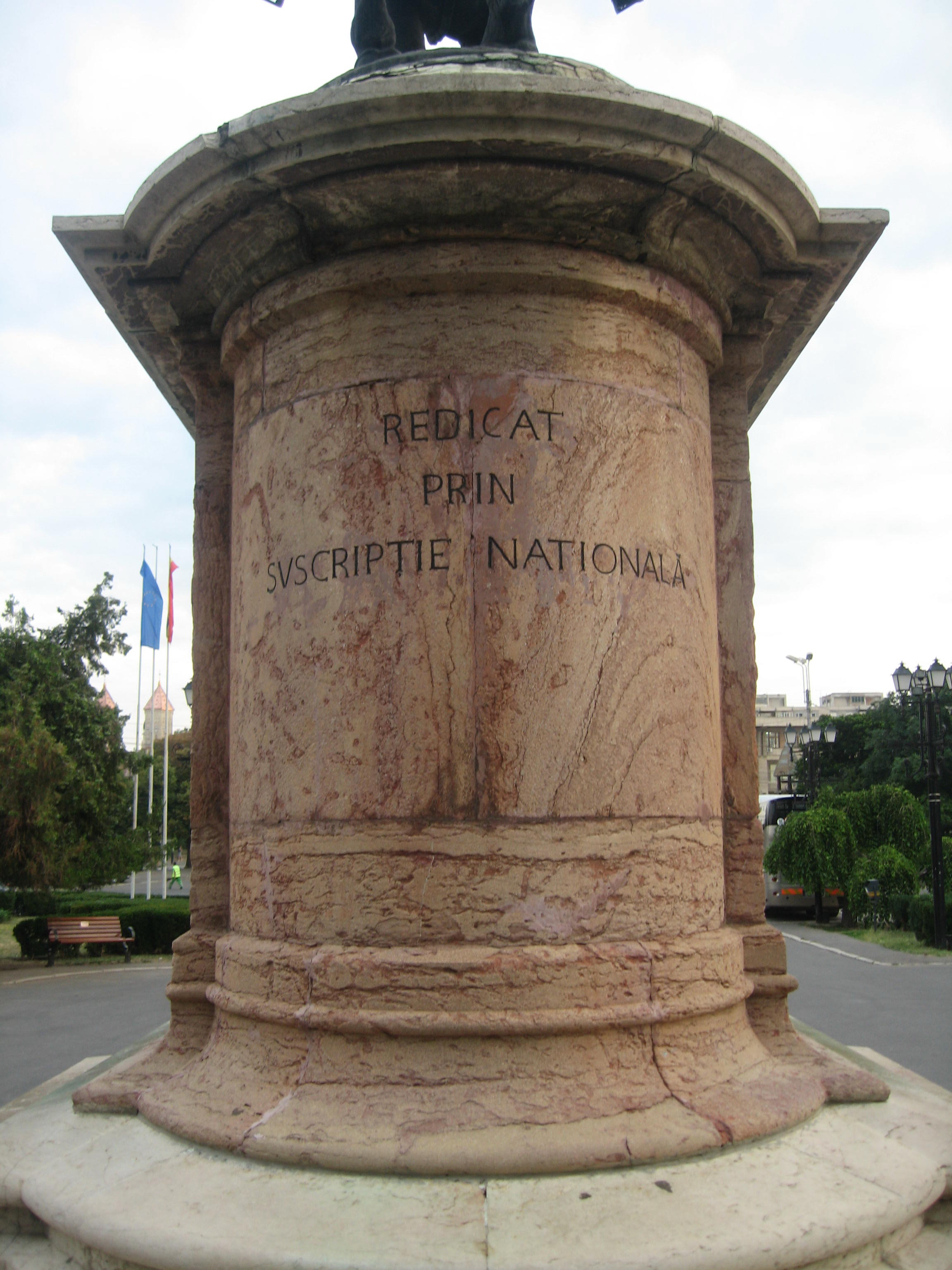
Inscripţie pe partea din spate a soclului